# 65852 Alle
65852 Alle este o planetă minoră (asteroid) din centura de asteroizi. A fost descoperită pe 7 martie 1997 la  de osservatorio San Vittore⁠(d). 
Obiectul prezintă o orbită caracterizată de o semiaxă mare de 2,5517294891537 UAi, o excentricitate de 0,1421770096085, o înclinație de 3,9107922555956 ° în raport cu ecliptica.